# 圓玄學社
圓玄學社位於台灣台北市長春路，為主祀釋迦牟尼之佛教廟宇。該廟宇興建於1954年，為位於台北中山區之兩層樓仿古建築。另外，該廟宇的組織型態為管理人制，祭典日期則是每年農曆之四月初八浴佛節。